# Leo.org
leo.org (stilisierte Eigenschreibweise: LΞO) ist eine werbefinanzierte Website, die vor allem zweisprachige Online-Wörterbücher anbietet. Sie wird inzwischen von dem privaten Unternehmen LEO GmbH betrieben. Im deutschen Sprachraum ist sie die meistbesuchte ihrer Art.

## Geschichte
LEO ging aus einem Verbund von FTP-Software- und Datenarchiven hervor, der im Jahre 1992 noch vor Existenz der WWW-Techniken HTTP und HTML an der TU München und der LMU München von interessierten Studenten aufgebaut worden war. Das damalige Ziel war, durch Zusammenfassung verschiedener an einzelnen Lehrstühlen vorhandener FTP-Archive ein großes Archiv aufzubauen, das thematisch gegliedert ist und dessen einzelne Bereiche von Archivaren gepflegt und aktuell gehalten werden. Mit der Verbreitung des WWW wurde zunächst ein HTTP-Zugriff auf das Archiv als Alternative zum FTP-Zugriff angeboten. Daneben entwickelten Studenten in ihrer Freizeit verschiedene Dienste, von denen heute das Wörterbuch den herausragenden Teil darstellt. Der Betrieb derselben wurde am 1. April 2006 in eine private Firma übertragen, die Nutzung soll aber weiterhin kostenfrei bleiben.
Bis zur Kommerzialisierung der Internet Movie Database betrieb LEO neben dem Wörterbuch auch den deutschen IMDb-Mirror.

### Name
Link Everything Online ist die nachträglich erfundene „Bedeutung“ („Backronym“) des Namens für den Internet-Server der Fakultät für Informatik der Technischen Universität München, der nach dem Bayerischen Wappentier „Leo“, also Löwe, benannt wurde. Die Dienste wurden anfänglich unter dem Namen ISAR (Informationssysteme und Archiv München, offenkundig auch ein Backronym) angeboten. Dies führte jedoch zu Verwechslungen mit einer gleichnamigen Firma, die eine Umbenennung notwendig machten. Das Backronym Link Everything Online als Namenszusatz wurde später auch vom Namen der Firma entfernt.

## Angebote

### Wörterbücher
Alle Wörterbücher bieten Übersetzungsmöglichkeiten in jeweils beide Richtungen.
Die Wörterbücher werden zum Teil durch größere „Wortspenden“ von Einzelpersonen oder Firmen, zum Teil auf Grund von Diskussionen in den zugehörigen LEO-Foren von den LEO-Mitarbeitern erweitert und korrigiert.
Neben der reinen Übersetzung werden zu Teilen des Wortschatzes jeweils auch weiterführende Informationen und Audiodateien, die die Aussprache des Wortes beinhalten, angeboten. Zu den zusätzlichen Informationen zählen im Englischen etwa eine Definition durch Merriam-Webster, im Spanischen durch die Real Academia Española, im Französischen werden Tabellen für die Flexion, die Tempora und die Modi von Verben angeboten.
- LEO bietet bereits seit 1996 ein englisch-deutsches Online-Wörterbuch mit etwa 814.000 Einträgen (Stand 2018 an).[10]
- Seit 2004 gibt es ein französisch-deutsches Online-Wörterbuch mit etwa 262.000 Einträgen (Stand 2018).[11]
- Seit dem 1. April 2006 gibt es auf LEO ein spanisch-deutsches Wörterbuch mit etwa 213.000 Einträgen (Stand 2018).[12]
- Seit dem 3. April 2008 gibt es auf LEO ein italienisch-deutsches Wörterbuch. Es beinhaltet etwa 208.000 Einträge (Stand 2018).[13]
- Ebenfalls seit dem 3. April 2008 ist auf LEO ein chinesisch-deutsches Wörterbuch verfügbar. Die Eingabe eines chinesischen Begriffes kann mit vereinfachten und traditionellen Schriftzeichen sowie Pinyin mit diakritischen Zeichen – über eine Pop-up-Oberfläche, mit Ziffern für die Lautangaben oder auch ohne Lautangabe erfolgen. Das Wörterbuch enthält etwa 202.000 Einträge (Stand 2019).[14]
- Am 12. April 2010 veröffentlichte LEO ein russisch-deutsches Wörterbuch. Dessen grundlegender Datenbestand wurde in Zusammenarbeit mit ABBYY Europe GmbH zur Verfügung gestellt. Es besteht aus etwa 318.000 Einträgen (Stand 2018).[15] Mit einem sogenannten Eingabehelfer (Pop-up-Hilfsprogramm) können auch kyrillische Buchstaben mit der Maus angeklickt oder direkt über die Tasten der deutschen Tastatur eingegeben werden.[16]
- Am 8. Februar 2013 veröffentlichte LEO ein portugiesisch-deutsches Wörterbuch, es enthält etwa 105.000 Lemmata (Stand 2018).[17]
- Am 8. Februar 2013 wurde ebenso ein polnisch-deutsches Wörterbuch herausgegeben. Es umfasst etwa 71.000 Einträge (Stand 2018).[18]
- Am 2. Januar 2020 wurde mit zunächst über 100.000 Einträgen ein englisch-spanisches Wörterbuch veröffentlicht. Es ist das erste Wörterbuch, das keine Übersetzungen in das Deutsche oder aus dem Deutschen anbietet.[19]
- Am 22. Juni 2021 wurde das Angebot der Wörterbücher ohne Übersetzungen in das Deutsche oder aus dem Deutschen erweitert. Dazu gehören die Paarungen: „Englisch-Französisch“, „Englisch-Russisch“ und „Spanisch-Portugiesisch“.[20]

### Informationen

#### Links zu informativen und unterhaltsamen Angeboten
Bei diesem Angebot sind einige Links gesammelt, so zu Sport (z. B. Fußball-Bundesliga) oder Literatur.

#### Links zu München und seinem Umland
Hier werden Weblinks zu München angeboten, wobei die Themen etwa mit denen im ersten Punkt übereinstimmen.

#### LEOs Cocktailbar
Die Cocktailbar bietet etwa 2.600 Rezepte. Neben einer alphabetischen Suche bietet die Cocktailbar die Möglichkeit, im sogenannten „Mixer“ beliebig viele Zutaten auszuwählen, die zu einem Cocktail verarbeitet werden sollen.

### Sprachforen
In den Sprachforen von LEO hat der registrierte Nutzer die Möglichkeit, Fragen und Kommentare zur jeweiligen Nation und zum Sprachgebiet zu stellen und zu beantworten, beispielsweise allgemeine linguistische Anfragen zur Landessprache oder zu Gepflogenheiten und Sitten des Landes. Für spezifische Übersetzungsfragen bietet das Online-Wörterbuch einzelne Foren, in denen Nutzer Beispielsätze posten können, welche wiederum durch die Community übersetzt werden. Zusätzlich gibt es die Funktion der Privatnachricht zwischen allen registrierten Benutzern der Online-Community. Außerdem hat der Nutzer in Rubriken die Möglichkeit, neue Vokabeln mit Quellenangabe vorzuschlagen und fehlerhafte Wörterbucheinträge zu bemängeln und so gegebenenfalls zu korrigieren.